# 선형 구분 가능
선형 구분 가능(linearly separable)은 다차원 공간에 분포한 두 집단이 하나의 다차원 평면(hyper plane)으로 구분 가능함을 의미한다.
| 선형 구분 가능한 문제 | 선형 구분 불가능한 문제 |

일례로, 좌측 힌턴 다이어그램은 하나의 직선으로 구분 가능하지만, 우측에 예시된 XOR 문제는 하나의 직선으로 구분할 수 없다.

## 같이 보기
- 퍼셉트론